# Губернські відомості

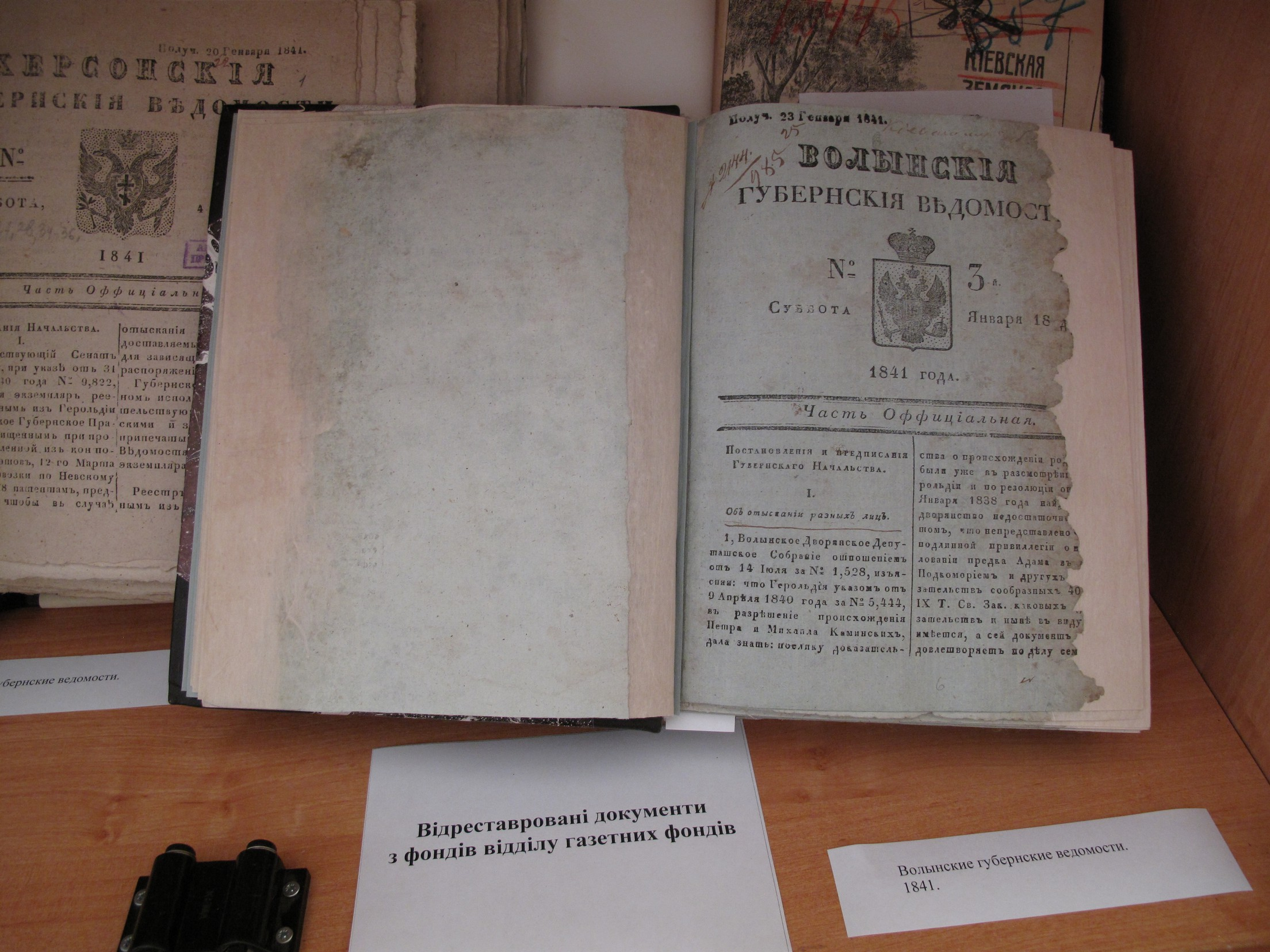
«Волынскія губернскія вѣдомости» з фондів НБУВ

«Губернські відомості» (оригінальна назва «Губернскія вҍдомости», рос. «Губернские ведомости», «Областные ведомости») — офіційні урядові місцеві газети, що видавалися в губерніях та областях Російської імперії впродовж 1838—1917 рр. (у деяких губерніях до 1918 року включно).

## Історія
Указом Правлячого Сенату 1830 року передбачалося видання «Губернських відомостей» у 6 губерніях, зокрема — у Київській губернії та Слобідсько-Українській губернії. Але проєкт 1830 року не був реалізований. За ініціативи Міністра внутрішніх справ Дмитра Блудова установленням від 1837 року схвалено рішення про видання урядової газети в усіх губерніях. 
В Україні впродовж 1838—1917 рр., а в Катеринославі, нині м. Дніпро, і в Херсоні — до початку 1918 року, видавалися: 
- «Волынскія губернскія вѣдомости» (Житомир),
- «Екатеринославскія губернскія вѣдомости» (Катеринослав),
- «Кієвскія губернскія вѣдомости» (Київ),
- «Подольскія губернскія вѣдомости» (Кам′янець-Подільський)
- «Полтавскія губернскія вѣдомости» (Полтава),
- «Таврическія губернскія вѣдомости» (Сімферополь),
- «Харьковскія губернскія вѣдомости» (Харків),
- «Херсонскія губернскія вѣдомости» (Херсон),
- «Черниговскія губернскія вѣдомости» (Чернігів).

## Зміст
«Губернські відомості» складалися з офіційних і неофіційних видань. В офіційних друкували: урядові документи, установлення місцевої влади й офіційну хроніку діяльності місцевої адміністрації. У неофіційних: відомості про місцеву промисловість, сільське господарство, торгівлю, старожитності («местные древности»), статистичні огляди, неофіційну хроніку, приватні оголошення, некрологи. Навколо неофіційних відділів об'єднувалася місцева інтелігенція (викладачі гімназій, земські лікарі, краєзнавці), а з середини 1880-х рр. — члени губернських вчених архівних комісій. Після 1861 року неофіційні відділи газети значно розширилися за обсягом і тематикою публікацій, зокрема за рахунок етнографічних, історико-краєзнавчих і статистичних матеріалів. 
1865–1881 рр. газети виходили за попередньої цензури. 
У «Губернських відомостях» друкували твори українських діячів Дмитра Багалія, Івана Каманіна, Олександра Лазаревського, Григорія Милорадовича, Івана Павловського, Юхима Сіцінського та ін.